# Arsenio Ribeca
Arsenio Julio Ribeca (Arroyo Seco, Provincia de Santa Fe, Argentina; 10 de octubre de 1951) es un exfutbolista y director técnico argentino. Jugaba como mediocampista ofensivo y su primer equipo fue Newell's Old Boys. Su último club antes de retirarse fue Monterrey de México.
Fue campeón con Newell's Old Boys del Torneo Metropolitano de 1974, una vez retirado ascendió a Primera División con Unión de Santa Fe en 1996 (siendo ayudante de campo de Carlos Trullet) y ya como entrenador consiguió dos ascensos al Torneo Argentino A dirigiendo a Real Arroyo Seco (2006) y a Boca Unidos de Corrientes (2007).
Actualmente trabaja en una carnicería.

## Clubes

### Como jugador
| Club                  | País      | Año       |
| --------------------- | --------- | --------- |
| Newell's Old Boys     | Argentina | 1971-1976 |
| Lanús                 | Argentina | 1977      |
| San Martín de Tucumán | Argentina | 1977      |
| Unión de Santa Fe     | Argentina | 1978-1980 |
| Monterrey             | México    | 1980-1983 |

### Como asistente técnico
| Club              | País      | Año       |
| ----------------- | --------- | --------- |
| Unión de Santa Fe | Argentina | 1995-1997 |
| Lanús             | Argentina | 1999      |
| Newell's Old Boys | Argentina | 1999-2000 |

### Como entrenador
| Club                        | País      | Año       |
| --------------------------- | --------- | --------- |
| Newell's Old Boys (Reserva) | Argentina | 2002-2004 |
| Newell's Old Boys           | Argentina | 2005      |
| Real Arroyo Seco            | Argentina | 2006      |
| Boca Unidos de Corrientes   | Argentina | 2007      |
| Sol de América de Formosa   | Argentina | 2008-2009 |
| Real Arroyo Seco            | Argentina | 2009      |
| Central Córdoba (SdE)       | Argentina | 2010-2011 |
| Guaraní Antonio Franco      | Argentina | 2011      |
| Chaco For Ever              | Argentina | 2012      |

## Palmarés

### Como jugador
| Título           | Club              | País      | Año    |
| ---------------- | ----------------- | --------- | ------ |
| Primera División | Newell's Old Boys | Argentina | M-1974 |

### Como asistente técnico
| Título                     | Club              | País      | Año  |
| -------------------------- | ----------------- | --------- | ---- |
| Ascenso a Primera División | Unión de Santa Fe | Argentina | 1996 |

### Como entrenador
| Título                 | Club                      | País      | Año  |
| ---------------------- | ------------------------- | --------- | ---- |
| Ascenso al Argentino A | Real Arroyo Seco          | Argentina | 2006 |
| Ascenso al Argentino A | Boca Unidos de Corrientes | Argentina | 2007 |